# Nereis bifida
Nereis bifida är en ringmaskart som beskrevs av Anne D. Hutchings och Turvey 1982. Nereis bifida ingår i släktet Nereis och familjen Nereididae. Inga underarter finns listade i Catalogue of Life.